# Tanganicodus irsacae
Tanganicodus є монотиповим родом риб родини цихлові, складається лише з виду Tanganicodus irsacae Poll 1950.
Вид зустрічається в озері Танганьїка біля берегів Бурунді та Демократичної Республіки Конго. Середня тривалість життя становить близько 3-5 років.